# 가니에역
가니에역(일본어: 蟹江駅)은 일본 아이치현 아마군 가니에정에 있는 도카이 여객철도 간사이 본선의 역이다.

## 역 구조 및 승강장
상대식 승강장 2면 2선을 가진 열차 교환이 가능한 지상역. 역사 쪽(구내 남쪽)의 1번선이 하행 본선, 구내 북쪽의 2번선이 상행 본선으로, 그 사이에 화물 열차 대피용으로 비 전선화의 중선이 있다. 서로의 승강장은 과선교(지붕 없음)로 연결되고 있다. 또한 역사의 서쪽에는, 보선 재료 유치용의 짧은 측선이 있다.
도카이 교통 사업의 직원이 업무를 담당하는 업무위탁역으로, 구와나역이 이 역을 관리하고 있다. 역사 내부에는 발권 창구, 자동 개찰기 3통로분, 승차권 자동 발매기 1대(TOICA 비대응)및 TOICA 현금기가 설치되어 있다. 덧붙여서 인접한 하루타 역 · 에이와역의 자동 개찰기는 문이 없는 간이형인데 반해, 이 역에 설치된 것은 문이 있는 통상형이다.
| 1 | ■ 간사이 본선 | 하행 | 욧카이치 · 마쓰사카 방면 |
| 2 | ■ 간사이 본선 | 상행 | 나고야 방면              |

## 역 주변
- 요시즈야 가니에 점
- 긴테쓰 카니에 역

## 역사
- 1895년 5월 24일 : 나고야역 - 도미다역 간의 개업시에, 간사이 철도의 역으로서 개업. 일반역.
- 1907년 10월 1일 : 간사이 철도가 국유화.
- 1909년 10월 12일 : 선로 명칭 제정. 간사이 본선의 소속이 된다.
- 1961년 10월 1일 : 화물의 취급을 폐지.
- 1984년 2월 1일 : 하물의 취급을 폐지.
- 1987년 4월 1일 : 일본국유철도 분할 민영화에 의해, 도카이 여객철도가 승계.
- 1992년 11월 : 발권 창구 영업 개시.
- 2006년 11월 25일 : TOICA 도입.

## 인접 역
| 도카이 여객철도 간사이 본선 | 도카이 여객철도 간사이 본선 | 도카이 여객철도 간사이 본선     |
| --------------------------- | --------------------------- | ------------------------------- |
| 나고야 방면                 | ■ 구간 쾌속                 | 도미다 욧카이치 · 가메야마 방면 |
| 하루타 나고야 방면          | ■ 보통                      | 에이와 욧카이치 · 가메야마 방면 |